# نورم مبين
نورم مبين هو نص إسماعيلي نزاري غوجاراتي كتبه علي محمد جان محمد تشونارا (1881-1966) ونشر لأول مرة في عام 1936.[بحاجة لمصدر] يحكي الكتاب عن حياة أئمة الإسماعيلية من القرن السابع إلى القرن العشرين، ويتميز بكونه أول كتاب معتمد عن تاريخ الإسماعيلية مكتوب باللغة العامية الهندية.

## الخلفية
كلف معهد نادي الترفيه، وهو مجموعة أنشأها آغا خان الثالث لتعزيز دراسة التاريخ والأدب الإسماعيلي، تشونارا بكتابة تاريخ غوجاراتي للإسماعيليين في عام 1919. إن اختيارهم للغة الغوجاراتية كان يعكس اللغة السائدة في مجتمع الخوجة، وكان بمثابة تحول مهم بعيدًا عن اللغتين العربية والفارسية، اللغتين التقليديتين في الدراسات الإسماعيلية. كان تشونارا نفسه سكرتيرًا لآغا خان الثالث، ولكن ربما كان معروفًا كصحفي ومحرر لمجلة نصف شهرية تدعى الإسماعيلي. قضى تشونارا، إلى جانب عدد من زملائه من المجلة، ثماني سنوات في البحث عن المصادر ذات الصلة بالعديد من اللغات. ومن بين المصادر الرئيسة لنورام مبين كانت الجنان، وهي مجموعة أدبية متعددة اللغات لعبت دورًا محوريًا في الممارسات التعبدية لمجتمع الإسماعيليين الخوجة. من المرجح أن الجودة القديسية لكتاب "نورم مبين" ترجع إلى حد كبير إلى اعتماده على هذه النصوص، التي ينسب الكثير منها المعجزات والظواهر الأخرى إلى الأئمة الإسماعيليين. على الرغم من أن نص نورم مبين كان باللغة الغوجاراتية، إلا أن عنوانه العربي عكس جهودًا أوسع نطاقًا بذلها آغا خان الثالث وآخرون للتأكيد على الطبيعة الإسلامية الأساسية للتقاليد الإسماعيلية. وبشكل أكثر تحديدًا، ربط عنوانها بين المفهوم الإسماعيلي لـ "نور الإمامة" والآية القرآنية "لقد أنزلنا إليك نورًا مبينًا" (4:174)، مما يؤكد الأساس القرآني للإمامة الإسماعيلية. وبالمثل، فإن العنوان الفرعي للنص، وإن كان باللغة الغوجاراتية، يربط الإمامة بمفهوم قرآني آخر، وهو "حبل الله". وقد تم تقديم النص الكامل - الذي وثق حياة أئمة الإسماعيلية حتى عام 1935 - في عام 1936، بمناسبة اليوبيل الذهبي لآغا خان الثالث.

## الأهمية والإرث
وفي مقدمة كتابه، ذكر تشونارا أنه يأمل أن يساعد النص في تثقيف الإسماعيليين بشكل أفضل حول إيمانهم، وأن يساعدهم في الرد على الانتقادات من الجماعات الإسلامية الأخرى. كان يعتقد أنه من خلال فهم الأساس القرآني للأفكار والمؤسسات الإسماعيلية، مثل الجنان والإمامة الإسماعيلية، فإن الإسماعيليين سيكونون قادرين على "الوقوف على قدميهما" والدفاع عن تقاليدهم ضد الجدل المناهض للإسماعيلية. وقد حظيت الطبعة الأولى من كتاب نور مبين، التي أقرها الآغا خان نفسه، بنجاح كبير بين المجتمع الإسماعيلي، مما أدى إلى إعادة طبعها عدة مرات. لكن شعبية النص بدأت تتضاءل تدريجيًّا، وبحلول نهاية القرن العشرين تم سحبه من التداول بشكل كامل. اقترح أساني أن زوال النص ينبع من السياقات الاجتماعية والسياسية المتغيرة وطبيعته المقدسة. وانعكاسًا لهذا الاهتمام الأخير، اعتمدت الروايات التاريخية المعتمدة اللاحقة للأئمة الإسماعيليين أساليب تاريخية علمية بشكل متزايد.

## الطبعات
تمت ترجمة كتاب نور مبين إلى اللغة الأردية في عام 1940، وظهرت إصدارات منقحة من النص الغوجاراتي الأصلي في أعوام 1950 و1951 و1961.